# إلمر وليامز (موسيقي)
إلمر وليامز (بالإنجليزية: Elmer Williams)‏ هو موسيقي أمريكي، ولد في 1905، وتوفي في 1962.

## وصلات خارجية
- إلمر وليامز على موقع ميوزك برينز (الإنجليزية)
- إلمر وليامز على موقع أول ميوزيك (الإنجليزية)
- إلمر وليامز على موقع ديسكوغز (الإنجليزية)